# Colwellia
Genre
Les Colwellia forment un genre de bactéries à Gram négatif de la famille des Colwelliaceae. Ce sont des bactéries marines de l'embranchement des Pseudomonadota.

## Description
Lors de sa description de 2004, la famille Colwelliaceae reprend la description des Colwellia et est composée de bactéries à Gram négatif avec des bacilles à morphologie incurvée et mobiles bien que quelques espèces semblent non mobiles. Ces bacilles ne forment pas d'endospores ni de kystes. La majeure partie des bactéries de cette famille sont des chimioorganotrophes anaérobies facultatifs nécessitant des ions sodium pour leur croissance.

## Taxonomie

### Étymologie
L'étymologie de ce genre est la suivante : Col.well’i.a N.L. fem. n. Colwellia, cette bactérie a été nommée ainsi en honneur de la microbiologiste américaine, le professeur Rita R. Colwell,.

### Historique
Le genre Colwellia a été décrit en 1988 après l'isolement d'une bactérie des profondeurs marines. L'analyse de la séquence nucléotidiques de l'ARNr 5S a permis d'identifier une autre bactérie proche mais identifiée auparavant comme Vibrio psychroerythrus. Cela a donné lieu à la création de deux nouvelles espèces, Colwellia psychrerythraea et Colwellia hadaliensis dans ce nouveau genre bactérien et de le classer au sein des Protéobactéries. La famille Colwelliaceae décrite en 2004 a permis de regrouper dans une même famille les genres Colwellia et Thalassomonas du fait de l'homologie de leurs séquences nucléotidiques en ARNr 16S. En 2005, lors de la description de l'ordre Alteromonadales dans le Bergey's Manual, la famille Alteromonadaceae y est intégrée comme unique famille de cet ordre et contenant entre autres les Colwellia. La même année dans la liste des nouveaux noms n°106, les Colwellia sont séparées de cette famille et intégrée dans celle des Colwelliaceae.

### Liste des espèces
Espèces décrites de manière valide
Selon la LPSN (20 mai 2025), le genre Colwellia compte 22 espèces publiées de manière valide :
- Colwellia aestuarii depuis 2006 (genre disputé)
- Colwellia aquaemaris depuis 2014
- Colwellia arctica depuis 2015
- Colwellia asteriadis depuis 2010
- Colwellia beringensis depuis 2017 (genre disputé)
- Colwellia chukchiensis depuis 2011 (genre disputé)
- Colwellia demingiae depuis 1998. Cette espèce a d'abord été mal nommée comme Colwellia demingae
- Colwellia echini depuis 2019
- Colwellia hadaliensis, depuis 1988
- Colwellia hornerae depuis 1998
- Colwellia marinimaniae depuis 2017
- Colwellia maris depuis 1998
- Colwellia maritima depuis 2022
- Colwellia meonggei depuis 2014
- Colwellia mytili depuis 2017 (genre disputé)
- Colwellia piezophila depuis 2004
- Colwellia polaris depuis 2008
- Colwellia ponticola depuis 2019
- Colwellia psychrerythraea, espèce type
- Colwellia psychrotropica, depuis 1998
- Colwellia rossensis, depuis 1998
- Colwellia sediminilitoris, depuis 1998

Espèce publiée de manière non valide
"Candidatus Colwellia aromaticivorans"
Espèces dont le genre est disputé
En 2021, Liu propose de scinder le genre Colwellia en trois genres nommés Colwellia, Cognaticolwellia et Pseudocolwellia. Les espèces suivantes, classées actuellement au sein du genre Colwellia ont été également proposées pour faire partie de ces genres bactériens.
- Genre Cognaticolwellia (décrit en 2021) avec les espèces Cognaticolwellia aestuarii (=Colwellia aestuarii), Cognaticolwellia beringensis (=Colwellia beringensis) et Cognaticolwellia chukchiensis (=Colwellia chukchiensis)
- Genre Pseudocolwellia avec l' espèce Pseudocolwellia agarivorans (=ex Colwellia agarivorans) dont le renommage a été validé en 2022.